# Three Springs (Pennsylvanie)
Pour les articles homonymes, voir Three Springs.
Three Springs est un bourg (borough en anglais) situé dans le comté de Huntingdon en Pennsylvanie aux États-Unis. En 2000, il avait une population de 445 habitants.